# Austin Murphy
Austin John Murphy (North Charleroi, 17 giugno 1927 – Carroll Township, 13 aprile 2024) è stato un politico statunitense, membro della Camera dei Rappresentanti per lo stato della Pennsylvania dal 1977 al 1995.

## Biografia
Austin Murphy nacque il 17 giugno 1927 a North Charleroi. Dopo il servizio militare si laureò in giurisprudenza all'Università di Pittsburgh e lavorò come avvocato.
Entrato in politica con il Partito Democratico, nel 1958 venne eletto all'interno della Camera dei rappresentanti della Pennsylvania, la camera bassa della legislatura statale. Vi rimase fino al 1971, quando ottenne un seggio nella camera alta dello stato, il Senato di stato della Pennsylvania.
Nel 1976 si candidò alla Camera dei Rappresentanti nazionale e riuscì a farsi rieleggere deputato. Negli anni successivi fu riconfermato per altri otto mandati, fin quando nel 1994 annunciò la propria intenzione di non ricandidarsi ulteriormente. Su questa decisione pesò soprattutto lo scandalo in cui fu coinvolto: nel dicembre del 1987 fu oggetto di una reprimenda ufficiale da parte del Congresso dopo essere stato accusato di frode elettorale e utilizzo improprio di fondi pubblici. Murphy fu poi coinvolto anche in un altro scandalo, di natura sessuale: negli anni novanta emerse infatti l'indiscrezione che il deputato mantenesse in segreto una seconda famiglia, tanto che egli fu costretto ad ammettere di aver avuto un figlio da una relazione extraconiugale.
Morì a Carroll Township, località nella contea di Washington, il 13 aprile 2024 all'età di 96 anni.